# Sejm piotrkowski 1512
Sejm piotrkowski 1512 – Sejm walny Korony Królestwa Polskiego został zwołany 12 sierpnia 1511 roku do Piotrkowa.
Sejmiki odbyły się: średzki 10 października, generalny kolski 22 października 1511 roku.
Obrady sejmu trwały od 30 października do 19 grudnia 1512 roku.